# Stäppvipa
Stäppvipa (Vanellus gregarius) är en akut utrotninghotad eurasisk vadare i familjen pipare (Charadriidae). Arten häckar i stäppområden i Ryssland och Kazakstan. Vintertid flyttar den i ett område från Israel nordvästra Indien samt i nordöstra Afrika i Etiopien. Eritrea och Sudan. Tillfälligt ses den utanför utbredningsområdet, ofta tillsammans med tofsvipor, med bland annat elva fynd i Sverige. Arten har minskat mycket kraftigt i antal och kategoriseras som akut hotad av IUCN sedan 2004.

## Utseende och läte
Denna medelstora vipa mäter 27–30 cm och påminner till formen om tofsvipa men är något mindre och har längre ben. I alla dräkter känns den igen på sina långa svarta ben, korta svarta näbb, kraftiga vita eller ljusa ögonbrynsstreck och vita stjärt med brett svart stjärtband. Utöver detta känns den även igen på sin trefärgade vingovansida (som påminner om tärnmåsens) med svarta handpennor, vita armpennor och gråbruna täckare och rygg.
Hos adulta individer i häckningsdräkt är rygg och bröst grått med en rosabeige ton, buken mörk och undergumpen vit. Huvudet har en distinkt teckning med svart hjässa och tygelstreck, det senare avgränsas upptill och nedtill av vitt. Övre delen av halsen är varmt sandfärgad. Adulta fåglar i vinterdräkt har en mindre distinkt huvudteckning, något brunare rygg, bröst och vingovansida och vit buk. Juveniler har tydligt fjällig teckning på rygg och vingovansida, diffust streckat bröst och enbart en mattare antydan till den adulta huvudteckningen men med det kraftiga vita ögonbrynsstrecket.
Dess lockläte är enstaka sträva kretsch eller ett hest tjattrigare kretj-etj-etj... som upprepas.

## Utbredning
Stäppvipan är en flyttfågel som häckar i Eurasien i Ryssland och Kazakstan. Den flyttar söderut om hösten genom Kirgizistan, Tadzjikistan, Uzbekistan, Turkmenistan, Afghanistan, Armenien, Iran, Irak, Saudiarabien, Syrien, Turkiet och Egypten, till sina huvudsakliga vinterkvarter i Israel, Syrien, Eritrea, Sudan, Etiopien och nordvästra Indien. Den övervintrar ibland i Pakistan, Sri Lanka och Oman.

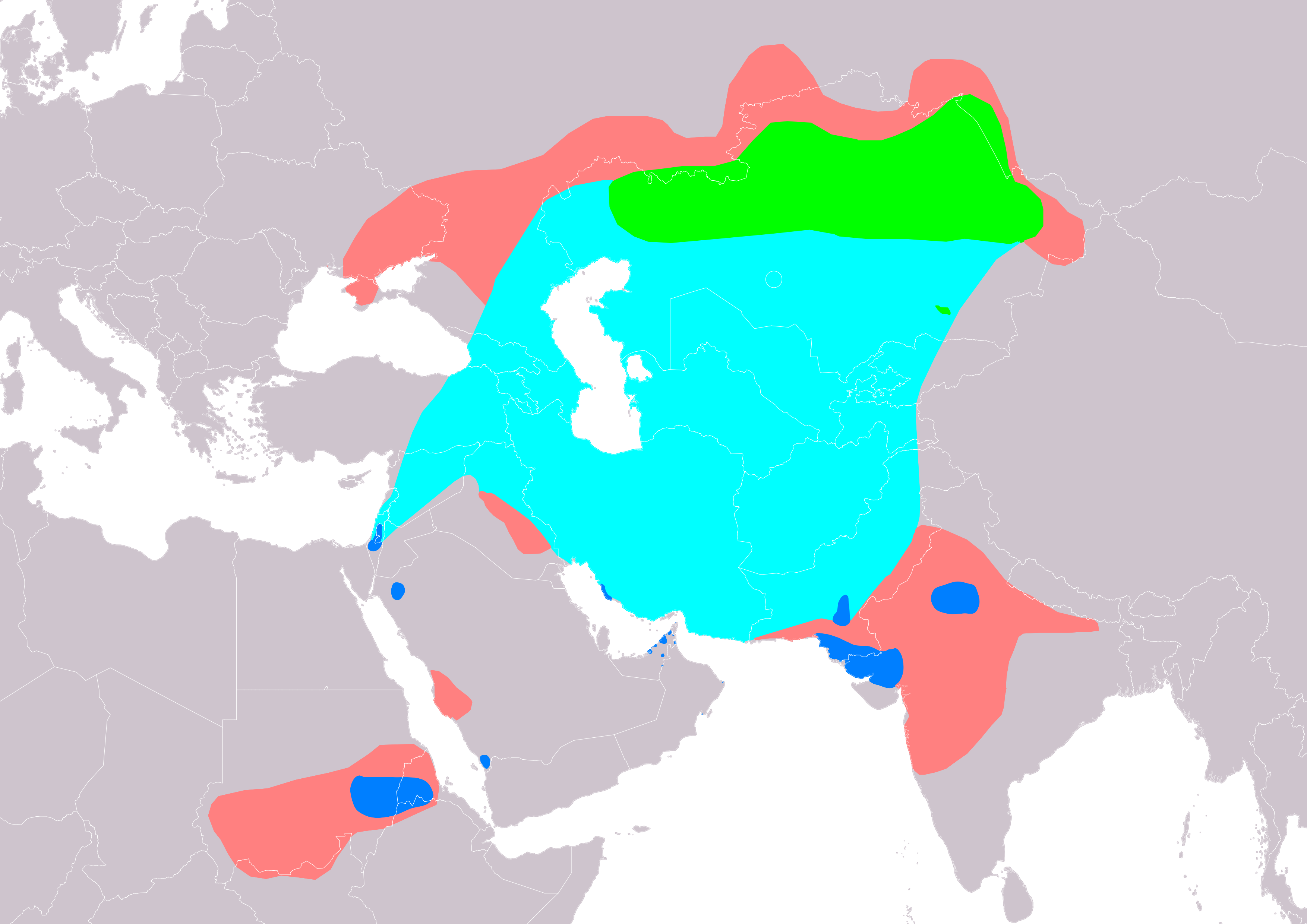
Stäppvipans utbredningsområde, där grönt betecknar vistelse häckningstid, blått övervintringsområde, blågrönt förekomst under flyttningen och rött tidigare utbredningsområde.

Arten är en sällsynt gäst i Västeuropa där den oftast uppträder tillsammans med tofsvipor. Bland annat har den observerats över 30 gånger i Storbritannien. Den har även observerats vid enstaka tillfällen på Kanarieöarna, Maldiverna och i Somalia. I Skandinavien har den setts ett 15-tal gånger, varav elva gånger i Sverige.

## Systematik
Resultat från genetiska studier tyder på att stäppvipans närmaste släkting är gråhuvad vipa (Vanellus cinereus). Dessa båda står närmast arten sumpvipa (V. leucurus). Arten behandlas som monotypisk, det vill säga att den inte delas in i några underarter.

## Ekologi

### Biotop
Stäppvipan häckar på stäpp med öppna gräsmarker och odlingsbygd, ofta i övergångszonen mellan fjädergräs (Stipa) och malört (Artemisia) i områden med salthaltig jord och närhet till vatten. På flytten uppträder de i torra öppna biotoper med kort vegetation som sandiga slätter med kort gräs, torra ängar, odlade fält och fält i träda. I vinterkvarteren förekommer de i biotoper med torr stäpp och savann ofta i närheten av vatten. På Arabiska halvön övervintrar de ofta i öken i närheten av kusten.

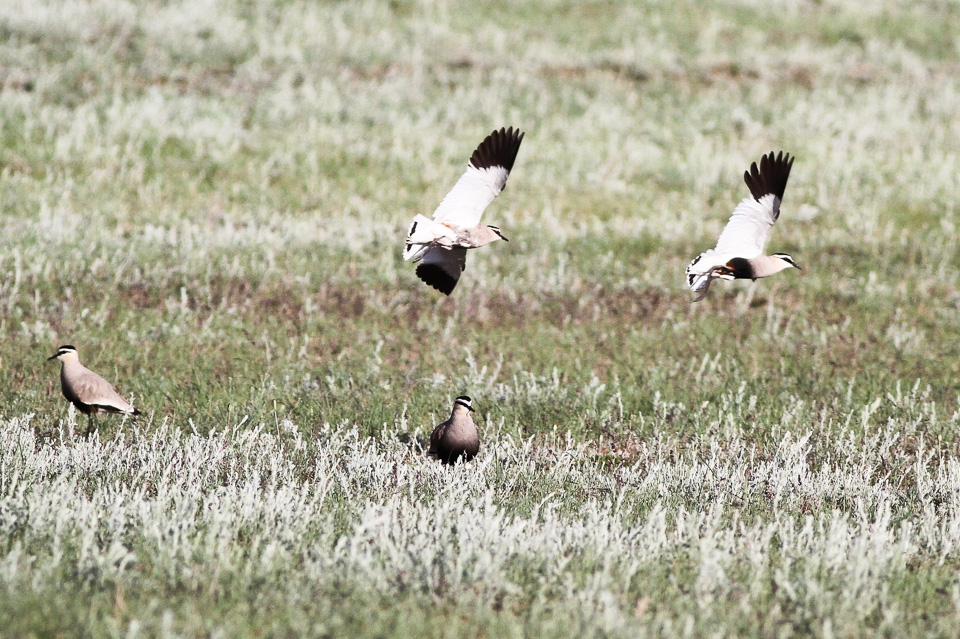
Stäppvipor fotograferade i Kazakstan.

### Föda
Den lever av insekter och då främst hopprätvingar, skalbaggar och fjärilslarver. Under häckningsperioden utökar den även dieten med spindlar, säd, blad och blommor. Ofta förekommer det att den har små stenar eller mindre ben- eller snäckskalsbitar i magen.

### Häckning
Häckningssäsongen sträcker sig från mitten av april till juli. Den lever i monogama förhållanden och häckar i mindre kolonier bestående av tre till 20 par. Boet placeras direkt på marken, gärna i områden med låg vegetation med malört och en hög koncentration av dynga. De lägger en kull per häckningssäsong som vanligtvis består av fyra ägg, men tre till fem förekommer. Äggen ruvas i ungefär 25 dygn varefter båda föräldrar tar hand om ungarna som blir flygga efter 35–40 dygn.

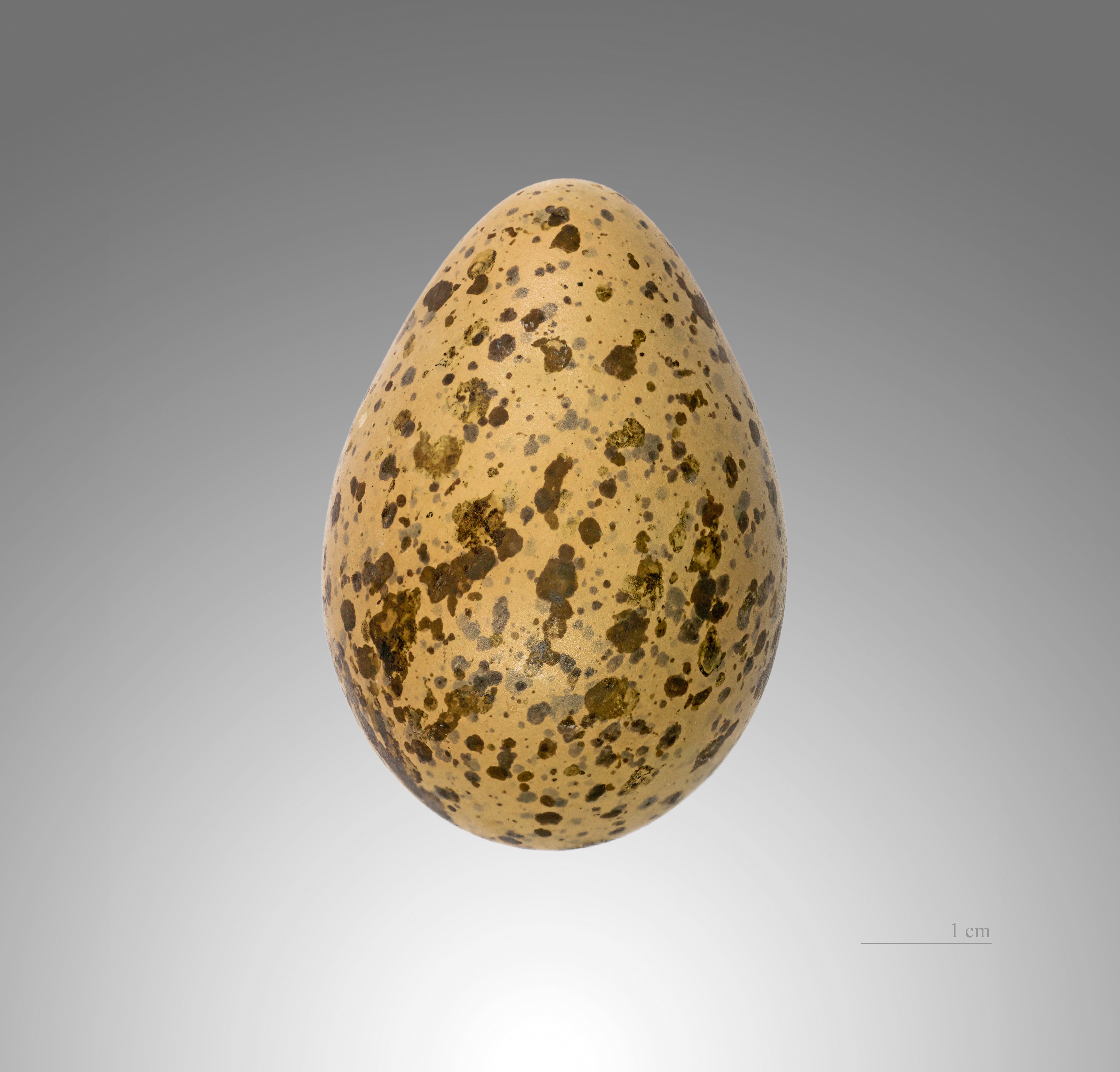
Ägg från stäppvipan.

### Flyttning
Stäppvipan påbörjar flytten söderut i augusti–september och ibland så sent som i oktober. Ofta samlas de innan flytten i stora flockar på ibland flera tusentals fåglar, men själva flytten sker i mindre flockar på 15–20 individer.

## Status och hot
2004 kategoriserade BirdLife International arten som akut hotad (CR) på grund av en hastig populationsminskning och minskning i utbredning, vars orsaker fortfarande är dåligt kända. I Kazakstan minskade häckningspopulationen med 40 % mellan åren 1930-1960 och mellan 1960 och 1987 halverades populationen ytterligare. Fältstudier har dock visat att den globala populationen är större än man tidigare har befarat och ytterligare studier kanske kommer att leda till att den i framtiden placeras i en lägre hotkategori. Världspopulationen uppskattas idag till 11 200 häckande individer.